# شنلیک (آغجه‌آباد)
شنلیک (به لاتین: Şənlik) یک منطقه مسکونی در جمهوری آذربایجان است که در شهرستان آغجه‌آباد واقع شده است. شنلیک ۲۸۲۱ نفر جمعیت دارد.